# リバティーン
『リバティーン』（The Libertine「放蕩者」の意味）は、2004年のイギリス製作映画。ジョン・マルコヴィッチ出演の舞台の映画化作品。
イギリスに実在した天才詩人、第2代ロチェスター伯爵ジョン・ウィルモットの生涯を描く。彼はすばらしい才能の持ち主だったが故に、酒とポルノに溺れていき33歳の若さでこの世を去る。この映画では、彼が唯一愛した女優エリザベス・バリーとの関係に視点を置いている。

## ストーリー
「始めに断っておく。諸君は私を好きにならないだろう。男は嫉妬し、女は嫌悪し、物語が進むと同時にどんどん私を嫌いになる」という口上から始まる。17世紀のイギリス。王政復古したイギリスは、技術、芸術様々な面で急速に発達していた。社会では、自由主義の風潮から性に対する考え方も大きく変わっていた。
詩人ロチェスターは3ヶ月前、国王チャールズ2世と王妃キャサリン・オブ・ブラガンザの国ポルトガルからの客人たちとの大切な宴で卑猥な詩を読み、国王の怒りを買い幽閉された。しかし今、国王の恩恵を受け、再び妻と共にロンドンに戻ることになる。ロンドンでは相変わらず、悪友と酒を酌み交わしていた。そんな彼の唯一の楽しみは、芝居小屋でお芝居を観ることだった。
ある日ロチェスターは、観客にブーイングを受ける一人の女優エリザベス・バリーを目にする。彼は、彼女の隠れた才能に気づき、個人指導を申し出る。初めのうちはロチェスターを警戒するエリザベスだったが、彼の熱意に押されていく。指導を受けた『ハムレット』のオフィーリア役で喝采を得る。いつしか2人は、恋に落ちていた。彼には3人の女、18歳の時に略奪結婚した妻のマレット、女優バリー、梅毒になっても看病してくれる娼婦のジェーンがいた。そこから自身をThe deathbed convert（改宗者）, the pious debauchee（信心深い放蕩者）というまでの人生が描かれる。

## キャスト
| 役名                 | 俳優                   | 日本語吹替   |
| -------------------- | ---------------------- | ------------ |
| ロチェスター伯爵     | ジョニー・デップ       | 平田広明     |
| エリザベス・バリー   | サマンサ・モートン     | 山田里奈     |
| チャールズ2世        | ジョン・マルコヴィッチ | 土師孝也     |
| エリザベス・マレット | ロザムンド・パイク     | きっかわ佳代 |
| エセレッジ           | トム・ホランダー       | 横堀悦夫     |
| サックヴィル         | ジョニー・ヴェガス     | 木村雅史     |
| ビリー・ダウンズ     | ルパート・フレンド     | 近藤隆       |